# William Henry (chimico)
William Henry (Manchester, 1775 – Pendlebury, 1836) è stato un chimico inglese.
Figlio del chimico Thomas Henry (e trisnonno del calciatore Thierry Henry), studiò medicina a Edimburgo (1795-1807) e ottenne il dottorato a 32 anni.
Abbandonò presto la medicina per dedicarsi alla chimica.
A lui dobbiamo l'enunciazione della legge di Henry.